# Hannes Koschnick
Johannes Friedrich Carl Koschnick, genannt Hannes Koschnick (* 19. September 1902 in Kiel; † 21. September 1944 in Finnland), war ein deutscher Gewerkschaftsfunktionär, Kommunist und Widerstandskämpfer gegen den Nationalsozialismus.

## Leben

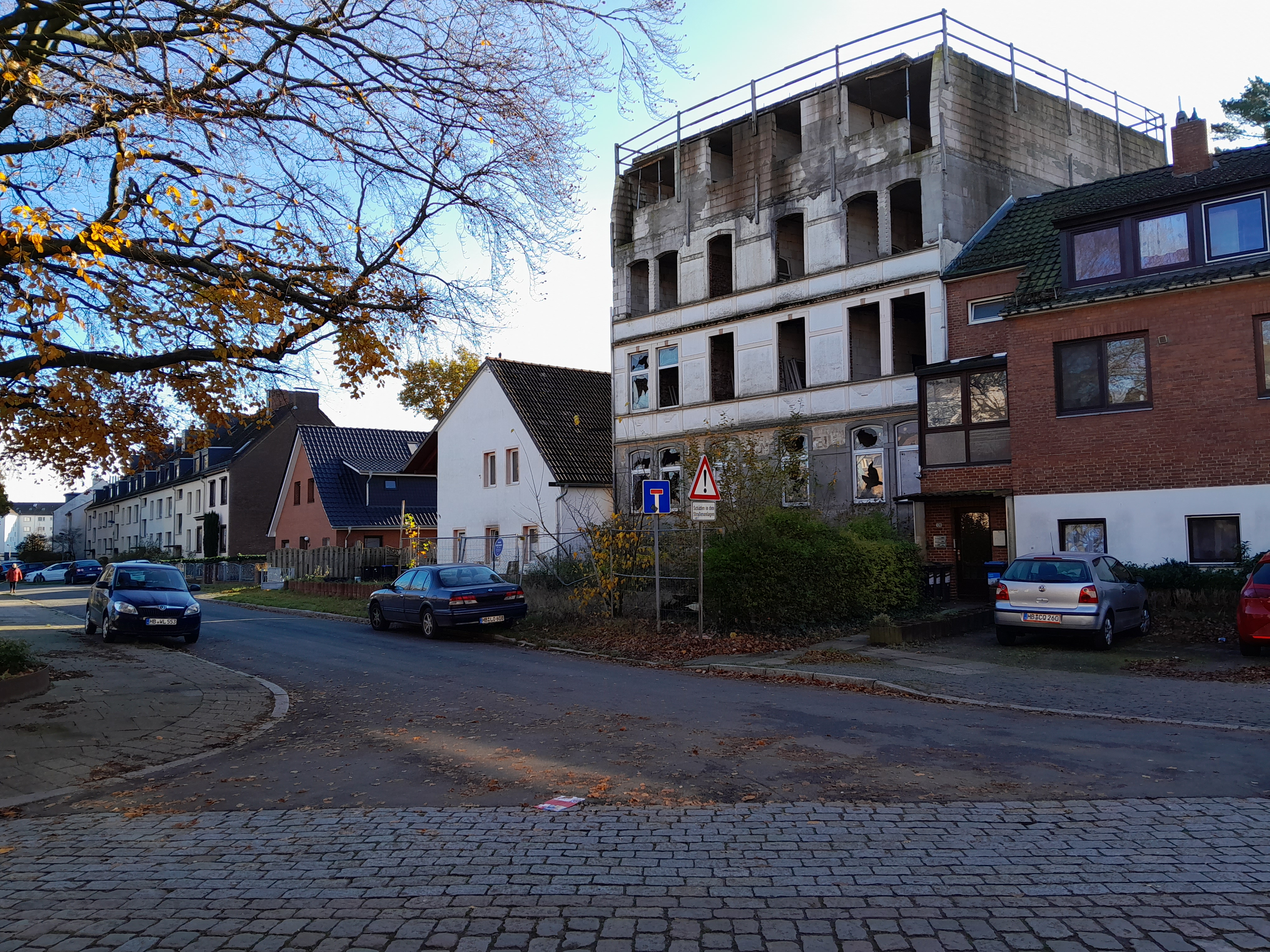
Wohnhaus der Familie Koschnick

Koschnick stammte aus einer Arbeiterfamilie. Er absolvierte eine Ausbildung zum Dreher auf der Germaniawerft.
In Kiel war er Mitbegründer des Jungspartakusbundes. Dadurch wurde er 1920 Mitglied der KPD und war in den folgenden Jahren als Agitator für die KPD in Bayern und dem späteren Baden-Württemberg unterwegs, wobei er aus Bayern ausgewiesen wurde. Koschnick war von 1923 bis 1925 Sekretär des Kommunistischen Jugendverbands Deutschlands (KJVD) für Nordwestdeutschland.
In Bremen lernte er seine spätere Ehefrau Johanne Klusmeier kennen, die zum linken Flügel der SPD gehörte und sich dann ebenfalls der KPD anschloss. Sie wohnten in einer kleinen Dachwohnung in der Liegnitzstraße in Bremen-Gröpelingen. 1929 wurde ihr Sohn Hans geboren, der spätere Bremer Bürgermeister und Präsident des Senats des Landes Bremen. 1939 kam eine Tochter und 1940 ein weiterer Sohn zur Welt.
Von 1925 bis Anfang 1931 wirkte er zunächst als Gewerkschaftsredakteur der Bremer Arbeiterzeitung und als Sekretär für Gewerkschaften der KPD-Bezirksleitung Nordwest. Später war er Leiter der Revolutionären Gewerkschafts-Opposition (RGO) in Bremen. Da er nach Ansicht der KPD-Zentrale "versöhnlerische" Positionen vertrat, wurde er im März 1931 von Bremen nach Hamburg versetzt. Dort war er als Sekretär der Reichsleitung des zur RGO gehörenden Einheitsverbandes der Seeleute, Hafenarbeiter und Binnenschiffer tätig.
Unmittelbar nach dem Reichstagsbrand ging er in den Untergrund. Er organisierte zum 1. Mai 1933 eine antifaschistische Demonstration im preußischen Altona, wurde verhaftet und wegen Landfriedensbruchs zu neun Monaten Gefängnis verurteilt. Anschließend wurde er für die gleiche Aktion durch das Hanseatische OLG zu eineinhalb Jahren Zuchthaus verurteilt, die er im KZ Fuhlsbüttel verbüßte. Nach der Entlassung kam er bis Januar 1939 in „Schutzhaft“ in das KZ Sachsenhausen. Nach der Haftentlassung wurde er zusammen mit Gustav Böhrnsen und Georg Buckendahl dienstverpflichtet bei der Fa. Louis Schierholz in Kattenturm. 1943 erachtete man ihn für „bedingt wehrwürdig“ und zog ihn zum Kriegsdienst ein. 1944 nach Finnland versetzt, fiel er am 21. September 1944 im Alter von 42 Jahren zu Beginn des Lapplandkrieges.

## Zitate
- „In Preußen wurde er verurteilt wegen Landfriedensbruch. Und als er entlassen wurde, holten ihn gleich die Gestapo, er wurde in Hamburg wegen Hochverrat verurteilt. Für die gleiche Sache. In Preußen, weil er die Versammlung organisiert hatte, und in Hamburg, weil er auf der Versammlung gesprochen hatte. Und als er da entlassen worden ist aus dem Zuchthaus, landete er gleich in Sachsenhausen/Oranienburg.“[5]
- „Hannes Koschnick gehörte zu den KPD-Mitgliedern, die mit dem Vater von Jens Böhrnsen, Gustav Böhrnsen, Flugblätter gegen die Legion Condor verteilten – jene Fliegerstaffel der Nazis, die Guernica dem Erdboden gleichgemacht hat.“ Jörg Wollenberg über Bremer Antifaschisten.[2]